# Pauline Newman
Pauline M. Newman (18 de octubre de 1887 – 8 de abril de 1986) fue una activista laboral estadounidense. Es recordada por ser la primera organizadora general mujer del Sindicato Internacional de Trabajadoras del Vestido (International Ladies' Garment Workers' Union, ILGWU) y por haber trabajado como directora educativa del centro de salud de la ILGWU durante seis décadas.

## Biografía

### Infancia
Pauline M. Newman nació en Kaunas, hoy Lituania, en 1887 como la menor de cuatro hijos. Su padre era docente y su madre era vendedora en el mercado local.
Newman tuvo que pelear para poder educarse en su infancia, ya que la escuela pública local no aceptaba judíos y las escuelas judías no aceptaban mujeres. Newman logró convencer a su padre de que le permitiera asistir a sus clases como oyente. Aprendió a leer y escribir en hebreo y en ídish. También desafió la costumbre de dividir a la congregación por género.
Tras la muerte de su padre, Newman, su madre y sus hermanas se mudaron a Nueva York, Estados Unidos, donde vivía su hermano mayor. A los nueve años, Newman comenzó a trabajar en una fábrica de cepillos. A los once años empezó a trabajar en la fábrica de blusas Triangle. Perturbada por las miserables condiciones laborales, Newman sintió afinidad por el Partido Socialista, al que llegó por medio de The Jewish Daily Forward, un periódico en ídish. A los quince años se unió a la Sociedad Literaria Socialista y organizó grupos de estudio en la fábrica de Triangle. Estas conformarían la base de los sindicatos de mujeres que pronto comenzaría a organizar.

### Inicios en el activismo
En el verano 1907, mientras Nueva York estaba afectada por una depresión económica y miles se enfrentaban al desahucio, Newman llevó a un grupo de "mujeres autosuficientes" a acampar en The Palisades, en el río Hudson. Allí planearon un ataque al "elevado costo de vida". En el día de Año Nuevo de 1908, Newman y su grupo lideraron una huelga en la que 10,000 familias del Bajo Manhattan se negaron a pagar la renta. Esta se convirtió en la huelga de inquilinos más grande en la historia de Nueva York, que más tarde establecería controles de renta. Como líder de la huelga, Newman recibió mucha atención y fue apodada por el New York Times como la Juana de Arco del East Side.
Poco después, a la edad de veintiún años, Newman fue nominada como secretaria de estado por el Partido Socialista del Estado de Nueva York. Las mujeres aún no tenían el derecho al voto en Nueva York, y por lo tanto Newman usó su campaña en 1908 para apoyar el voto femenino. Newman creía que las trabajadoras necesitaban el poder político del voto para completar el poder económico que habían ganado al formar sindicatos. Usando los dos juntos, ayudarían a la clase trabajadora a alcanzar la libertad económica.
Las campañas de Newman por el voto siempre fueron conducidas en el contexto de organizar a las trabajadoras mujeres. Durante los dos años luego de la huelga de inquilinos, Newman y otras trabajadoras textiles fueron de negocio en negocio en el Bajo Manhattan organizando a jóvenes mujeres que estaban cada vez más descontentas con las condiciones laborales tales como la aceleración en la tasa de producción, tener que pagar por hilo y electricidad, y recibir penalizaciones en su paga cuando cometían errores.
El 22 de noviembre de 1909, Newman comenzó a organizar un paro general. En los meses subsiguientes, más de 40.000 jóvenes trabajadoras de Nueva York dejaron sus máquinas de coser y se negaron a trabajar. Newman se reunión con algunas de las mujeres más poderosas y ricas de la ciudad para explicarles las condiciones horribles en las que sus vestidos y blusas eran manufacturados. Se ganó la simpatía de muchas de ellas y tan solo con su presencia logró reducir drásticamente la brutalidad policial contra las huelguistas.

### Organizadora de ILGWU
En reconocimiento por su rol central en la organización y mantenimiento del paro, Newman fue nombrada como la primera organizadora general mujer de la Sindicato Internacional de Trabajadoras del Vestido (International Ladies' Garment Workers' Union, ILGWU). Entre 1909 y 1913, organizó huelgas de trabajadores textiles alrededor del país y organizó comunidades en Filadelfia, Cleveland, Boston, y Kalamazoo. También hizo campaña por el Partido Socialista en los campos mineros del sur de Illinois y por el voto femenino con la Liga de Sindicatos Femeninos. A pesar de los muchos paros exitosos que estaban ocurriendo a través de Estados Unidos, fueron años frustrantes para Newman, que sentía que los líderes sindicales tenían poco interés por organizar a las mujeres y que su trabajo era menospreciado.
Su ira, temores y dudas la llevaron a una profunda depresión luego del incendio de la fábrica Triangle del 25 de marzo de 1911. Durante la tragedia, 146 jóvenes trabajadoras perdieron la vida, la mayoría de ellas inmigrantes judías e italianas. Newman, que había trabajado en esa fábrica por siete años, era amiga de muchas de las víctimas. Poco después, el Estado de Nueva York creó el Comité de Investigación de Fábricas (Factory Investigation Commission, FIC), un grupo investigador que forzó a los negocios a garantizar la seguridad de los trabajadores. A Newman le ofrecieron uno de los primeros puestos como inspectora del FIC, el cual ella aceptó gratamente.
Sus años en el FIC marcaron el comienzo de una nueva carrera para Newman, que ya no trabajaría en la organización en las calles. Como resultado de su habilidad para comunicarse con igual eficacia con trabajadores, miembros del gobierno, líderes sindicales y reformadoras educadas, Newman se había convertido en un enlace entre el movimiento de los trabajadores y el gobierno. La vida de Newman cambió para siempre cuando entró en el mundo de la política legislativa. En 1917, la Liga de los Sindicatos Femeninos envió a Newman a crear una nueva rama de la organización en Filadelfia. Allí conoció a Frieda S. Miller, una joven instructora en economía en el Bryn Mawr College.
Miller, irritada por las restricciones de la vida académica, dejó su puesto universitario para ayudar a Newman en la organización comunitaria. Al cabo de un año, las dos vivían juntas. Así comenzó una relación turbulenta pero satisfactoria que duró hasta la muerte de Miller en 1974. En 1923, las dos se mudaron a Greenwich Village, en Nueva York, donde criaron juntas a la hija de Miller. A pesar de que las parejas lesbianas no se comentaban públicamente en esa época, su familia parece haber sido aceptada por sus amigos y colegas del gobierno y sindicales.

### Directora Educativa en el Centro de Salud de ILGWU
En 1923, Newman se convirtió en la directora educativa del Centro de Salud del Sindicato Internacional de Trabajadoras del Vestido. Este centro fue el primer programa médico exhaustivo creado por un sindicato para sus miembros. Newman trabajó en ese puesto por sesenta años, usándolo para promover el cuidado de la salud de los trabajadores, la educación adulta, y una mayor visibilidad para las mujeres dentro del sindicato. Como vicepresidente de la Liga Nacional de Sindicatos Femeninos (National Women’s Trade Union Leagues) del Estado de Nueva York, Newman también promovió la participación de las mujeres en sindicatos.
Desde fines de la década de 1920, Newman ayudó a dar forma a agencias del gobierno encargadas de mejorar las condiciones laborales de las trabajadoras mujeres. Negoció un salario mínimo en el estado y códigos de seguridad en fábricas que durante las décadas de 1930 y 1940 excedieron a los estándares federales. También ejerció en el Consejo Asesor de la Oficina Laboral Estadounidense, en la Comisión de la Condición Jurídica y Social de la Mujer de las Naciones Unidas, y el Subcomité sobre la Condición de los Trabajadores Domésticos de la Organización Internacional del Trabajo.
El primer contacto de Newman con el gobierno federal llegó a través de su conexión con Eleanor Roosevelt. Newman y Miller fueron invitadas frecuentemente a Val-Kill, la cabaña que Franklin Roosevelt construyó para Eleanor cerca de la mansión familiar en Hyde Park, Nueva York. Hacia mediados de la década de 1930, Newman visitó frecuentemente la Casa Blanca. En 1936, Newman y un grupo de jóvenes trabajadoras textiles fueron invitadas a hospedarse en la Casa Blanca durante una semana.
Newman hizo un esfuerzo por alcanzar a grupos étnicos que habían sido ignorados o excluidos de los sindicatos. Trabajó para acercar a afroestadounidenses y estadounidenses de origen mexicano a sindicatos que hasta entonces no los habían aceptado.

### Años de posguerra
Tras la Segunda Guerra Mundial, Newman y Miller fueron invitadas a investigar las condiciones de trabajo en las fábricas de Alemania por los Departamentos de Estado y de Trabajo de los Estados Unidos. Durante la presidencia de Harry S. Truman, Newman fue una consultora frecuente de la Oficina por la Salud Pública en cuestiones de trabajo infantil e higiene industria.
Newman siguió trabajando en la ILGWU hasta 1983. En sus últimos años, Newman contribuyó como mentora, escritora y conferencista en la lucha laboral femenina. Además, en sus más de setenta años con el sindicato luchó constantemente por convencer a los líderes masculinos para que reconocieran los talentos y necesidades de las trabajadoras mujeres.
En la década de 1970, con el resurgimiento del movimiento por la emancipación de la mujer, Newman llegó a ser vista como una heroína por la causa feminista. En 1974, recibió un reconocimiento de la Coalición de Mujeres en Sindicatos (Coalition of Labor Union Women) por su rol fundador en el movimiento por la liberación femenina.

### Muerte y legado
Pauline Newman murió el 8 de abril de 1986 en la casa de su hija adoptiva, Elisabeth Burger, a la edad de 98 años. Al haberse erigido como negociadora entre el movimiento sindical dominado por los hombres y el de la reforma feminista, influenció a mucha gente durante su vida. Sus contribuciones como organizadora, experta en legislación, escritora, y mentora de jóvenes activistas fueron significativas y de amplio alcance.
Newman dejó una autobiografía sin publicar, cuyo manuscrito se encuentra en el Kheel Center for Labor-Management Documentation and Archives de Universidad Cornell en Ithaca, Nueva York.